# Норт-Філіпсбург (Пенсільванія)
Норт-Філіпсбург (англ. North Philipsburg) — переписна місцевість (CDP) в США, в окрузі Сентр штату Пенсільванія. Населення — 617 осіб (2020).

## Географія
Норт-Філіпсбург розташований за координатами 40°54′33″ пн. ш. 78°12′32″ зх. д. / 40.90917° пн. ш. 78.20889° зх. д. (40.909185, -78.208895).  За даними Бюро перепису населення США в 2010 році переписна місцевість мала площу 1,96 км², уся площа — суходіл.

## Демографія
Згідно з переписом 2010 року, у переписній місцевості мешкало 660 осіб у 263 домогосподарствах у складі 140 родин. Густота населення становила 337 осіб/км².  Було 286 помешкань (146/км²).
Расовий склад населення:
| - 98,2 % — білих - 0,2 % — корінних американців - 0,2 % — азіатів |

До двох чи більше рас належало 0,9 %. Частка іспаномовних становила 0,5 % від усіх жителів.
За віковим діапазоном населення розподілялося таким чином: 14,2 % — особи молодші 18 років, 50,3 % — особи у віці 18—64 років, 35,5 % — особи у віці 65 років та старші. Медіана віку мешканця становила 51,6 року. На 100 осіб жіночої статі у переписній місцевості припадало 76,9 чоловіків;  на 100 жінок у віці від 18 років та старших — 76,3 чоловіків також старших 18 років.
Середній дохід на одне домашнє господарство  становив 45 780 доларів США (медіана — 40 417), а середній дохід на одну сім'ю — 54 703 долари (медіана — 48 365). Медіана доходів становила 35 658 доларів для чоловіків та 30 833 долари для жінок. За межею бідності перебувало 17,3 % осіб, у тому числі 24,3 % дітей у віці до 18 років та 9,8 % осіб у віці 65 років та старших.
Цивільне працевлаштоване населення становило 418 осіб. Основні галузі зайнятості: освіта, охорона здоров'я та соціальна допомога — 27,8 %, будівництво — 16,0 %, публічна адміністрація — 9,8 %, роздрібна торгівля — 8,4 %.